# Stivalius aporus
Stivalius aporus är en loppart som beskrevs av Jordan et Rothschild 1922. Stivalius aporus ingår i släktet Stivalius och familjen Stivaliidae.

## Underarter
Arten delas in i följande underarter:
- S. a. aporus
- S. a. rectodigitus